# Early Flight
Early Flight är ett samlingsalbum av den psykedeliska rockgruppen Jefferson Airplane som släpptes 1974. Albumet innehåller tidigare outgivet material från 1966, 1967 och 1970 och gavs ut efter att bandet gått skilda vägar.
De tre första spåren är hämtade från tiden för inspelningen av deras debutskiva Jefferson Airplane Takes Off med sångerskan Signe Anderson och Skip Spence på trummor. Spåret "Runnin' 'Round This World" figurerade tidigare som B-sida på singeln "It's No Secret" med togs bort från debutalbumet på grund av att textraden "The nights I've spent with you have been fantastic trips" ansågs för vågat för dåtidens lyssnare. 
Nästkommande tre låtar är hämtade från inspelningen av Surrealistic Pillow från 1967. 
"Up or Down" kommer från tiden för inspelningen av Bark innan Marty Balin beslutat sig för att lämna bandet. 
"Mexico" och "Have You Seen the Saucers?" hade släppts som en singel 1970 men det var först på Early Flight de två låtarna förekom på ett album.

## Låtlista
Sida 1
1. "High Flyin' Bird" (Billy Edd Wheeler) – 2:30
2. "Runnin' 'Round This World" (Marty Balin, Paul Kantner) – 2:21
3. "It's Alright" (Kantner, Skip Spence) – 2:15
4. "In the Morning" (Kaukonen) – 6:25
5. "J.P.P. McStep B. Blues" (Spence) – 2:48

Sida 2
1. "Go to Her" (Kantner, Irving Estes) – 3:58
2. "Up or Down" (Peter Kaukonen) – 6:18
3. "Mexico" (Grace Slick) – 2:05
4. "Have You Seen the Saucers?" (Kantner) – 3:37

## Medverkande

### Musiker
"High Flyin' Bird", "Runnin' 'Round This World", "It's Alright"
- Marty Balin – gitarr, sång
- Paul Kantner – gitarr, sång
- Jorma Kaukonen – gitarr
- Jack Casady – basgitarr
- Signe Toly Anderson – sång
- Skip Spence – trummor

"In the Morning"
- Marty Balin – gitarr
- Jorma Kaukonen – gitarr, sång
- Jack Casady – basgitarr
- Spencer Dryden – trummor
- Jerry Garcia – gitarr
- John Paul Hammond – munspel

"J. P. P. McStep B. Blues"
- Marty Balin – sång
- Paul Kantner – gitarr, sång
- Jorma Kaukonen – gitarr
- Jack Casady – basgitarr
- Grace Slick – sång
- Spencer Dryden – trummor
- Skip Spence – trummor
- Jerry Garcia – gitarr

"Go to Her"
- Marty Balin – sång
- Paul Kantner – gitarr, sång
- Jorma Kaukonen – gitarr, sång
- Jack Casady – basgitarr
- Grace Slick – sång
- Spencer Dryden – trummor

"Up or Down"
- Marty Balin – sång
- Paul Kantner – gitarr
- Jorma Kaukonen – gitarr
- Jack Casady – basgitarr
- Joey Covington – trummor

"Mexico"
- Grace Slick – piano, sång
- Paul Kantner – gitarr, sång
- Jorma Kaukonen – gitarr
- Jack Casady – basgitarr
- Joey Covington – trummor

"Have You Seen the Saucers?"
- Marty Balin – sång
- Paul Kantner – gitarr, sång
- Jorma Kaukonen – gitarr
- Jack Casady – basgitarr
- Grace Slick – piano, sång
- Spencer Dryden – trummor
- Joey Covington – congas

### Produktion
- Pat Ieraci (Maurice) – producent
- Mallory Earl – ljudmix
- Acy Lehman – omslagsdesign
- Craig DeCamps – omslagsdesign